# Hans Christian Blech

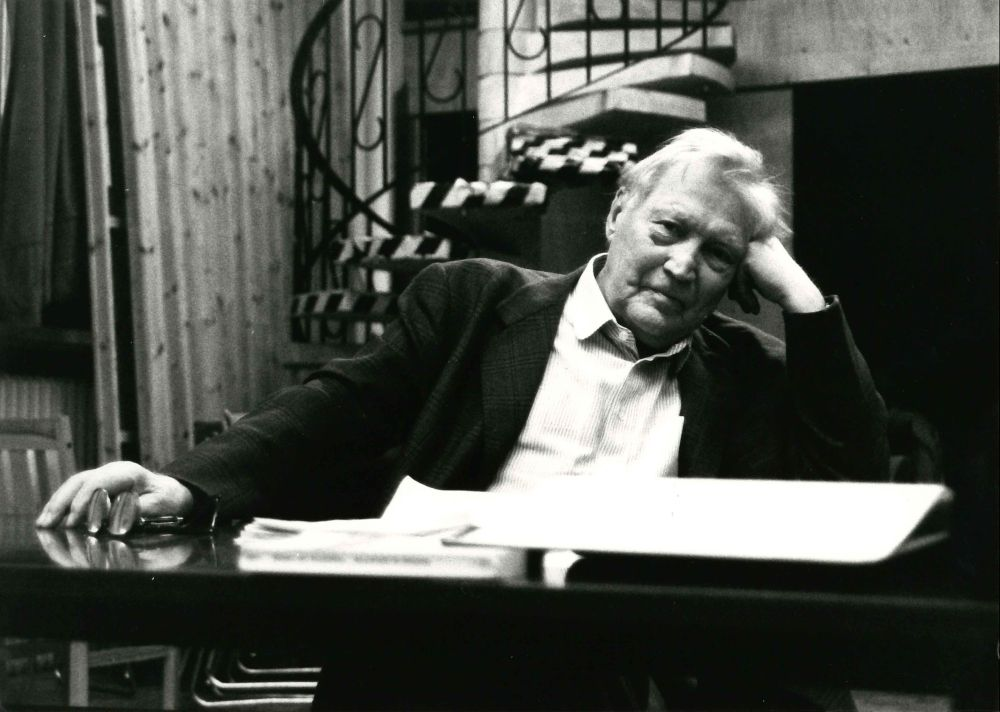
Hans Christian Blech fotografiado por Werner Bethsold

Hans Christian Blech (20 de febrero de 1915 – 5 de marzo de 1993) fue un actor alemán.

## Biografía
Nacido en Darmstadt, Alemania, Hans Christian Blech se graduó en la escuela de comercio de su ciudad natal. Sin embargo, interrumpió su formación empresarial para tomar lecciones privadas de interpretación del actor Josef Keim. Debutó como actor en el  Staatstheater de Darmstadt, teniendo su primer compromiso firme en el Teatro de Baden-Baden. Posteriormente actuó en el Theater Krefeld und Mönchengladbach (1936–37), el Theater de Kiel (1937–38), el Theater de Friburgo de Brisgovia (1938–39) y el Altes Theater de Leipzig (1939–41). 
Emil Jannings contrató a Blech para actuar en 1939 en su película Der letzte Appell, pero no pudo completarse al estallar la Segunda Guerra Mundial. En 1941 Blech fue reclutado por la Wehrmacht, debiendo servir como soldado en la Frente Oriental. Las llamativas cicatrices de su rostro no se produjeron durante la guerra, como se afirmaba en distintas fuentes, sino en un accidente de tráfico ocurrido en Darmstadt cuando él tenía 14 años.
Desde 1945 Blech estuvo contratado por el Teatro de Cámara de Múnich, a cuya compañía perteneció hasta 1955, tras lo cual hizo actuaciones en los principales teatros en lengua alemana. Trabajó con obras de autores como Bertolt Brecht y Fritz Kortner, entre otros. Entre sus mayores éxitos teatrales figuran el papel titular de la pieza de Georg Büchner Woyzeck, dirigida en 1952 en el Teatro de Cámara de Múnich por Hans Schweikart, y el de Möbius en la obra de Friedrich Dürrenmatt Los físicos, representada en 1962 en el Schauspielhaus Zürich por Kurt Horwitz.
El debut cinematográfico de Blech de produjo en 1948 en la cinta de la compañía Deutsche Film AG Affaire Blum. Sus papeles incluían a menudo personajes sombríos, como Platzek en 08/15 (1954). Interpretó repetidamente a soldados alemanes típicos en cintas bélicas, siendo dos ejemplos de ello El día más largo (1962) y The Bridge at Remagen (1969). Apareció como el ayudante de campo, Conrad junto a Robert Shaw interpretando al fanático oficial Hessler en el film Battle of the Bulge de 1965.
Sin embargo, también fue el prisionero de un campo de concentración en L’enclos (1961) y un alemán renegado en Morituri (1965).
A lo largo de su carrera, Blech trabajó con actores como Helmut Käutner, Bernhard Wicki, Claude Chabrol, Patrice Chéreau y István Szabó, y con directores del Nuevo cine alemán como Wim Wenders, Reinhard Hauff y Hans W. Geißendörfer. Blech fue reconocido como actor de carácter secundario interpretando sólidamente roles de soldados alemanes o personajes viles.
Hans Christian Blech falleció en Múnich en el año 1993, y fue enterrado en el Cementerio Alter Friedhof de Darmstadt. En 1952 se había casado con la actriz Erni Wilhelmi, divorciándose la pareja posteriormente.
El patrimonio escrito del actor se conserva en el Archivo de la Academia de las Artes de Berlín.

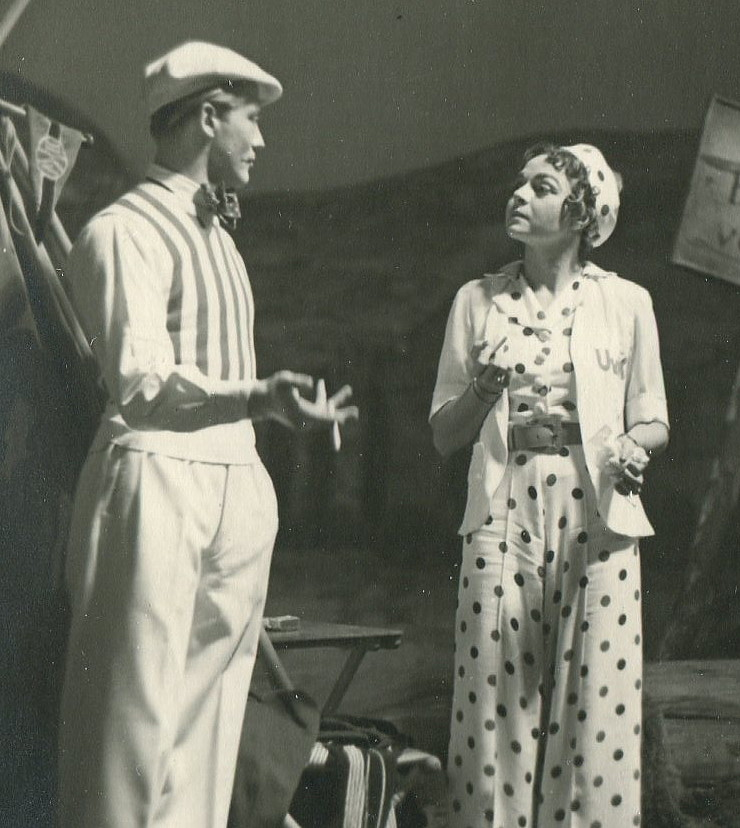
Hans Christian Blech y Lotte Berger (1938)

## Filmografía (selección)
- 1948 : Affaire Blum
- 1950 : Epilog – Das Geheimnis der Orplid
- 1950 : Decision Before Dawn
- 1954 : 08/15
- 1954 : Phantom des großen Zeltes
- 1954 : Geständnis unter vier Augen
- 1955 : 08/15 Zweiter Teil
- 1955 : 08/15 in der Heimat
- 1955 : Banditen der Autobahn
- 1955 : Kinder, Mütter und ein General
- 1955 : Sauerbruch – Das war mein Leben
- 1956 : Weil du arm bist, mußt du früher sterben
- 1957 : Schinderhannes (telefilm)
- 1958 : Un homme se penche sur son passé
- 1958 : Solange das Herz schlägt
- 1958 : Die Bekehrung des Ferdys Pistora (telefilm)
- 1959 : Der Fall Pinedus (telefilm)
- 1959 : Ich schwöre und gelobe
- 1959 : Ruf ohne Echo (telefilm)
- 1960 : Hexenjagd (telefilm)
- 1960 : Das Erbe von Björndal
- 1961 : L’enclos
- 1961 : Zeit der Schuldlosen (serie TV)
- 1962 : Alle Macht der Erde (telefilm)
- 1962 : El día más largo
- 1963 : La visita del rencor
- 1963 : Detective Story (telefilm)
- 1963 : Maria Stuart (telefilm)
- 1964 : Marie Octobre (telefilm)
- 1965 : Morituri
- 1965 : Battle of the Bulge
- 1966 : La voleuse
- 1966 : Der schwarze Freitag (telefilm)
- 1966 : Woyzeck (telefilm)
- 1967 : Die Verfolgung und Ermordung Jean Paul Marats (telefilm)
- 1967 : König Ödipus (telefilm)
- 1967 : Blick von der Brücke (telefilm)
- 1968 : Cardillac
- 1969 : The Bridge at Remagen
- 1970 : The Traveller
- 1971 : Das Herz aller Dinge (telefilm)
- 1971 : Tatort (serie TV), episodio Frankfurter Gold
- 1973 : Der scharlachrote Buchstabe
- 1973 : Im Zeichen der Kälte (telefilm)
- 1973 : Das blaue Hotel (telefilm)
- 1972 : Geheimagenten (telefilm)
- 1972 : Der Leuchtturm (telefilm)
- 1973 : Giordano Bruno
- 1974 : La chair de l’orchidée
- 1974 : Tod in Astapowo (telefilm)
- 1974 : Das einsame Haus (telefilm)
- 1975 : Van der Valk und die Toten (telefilm)
- 1975 : Don Juan in der Hölle (telefilm)
- 1975 : Les innocents aux mains sales
- 1975 : Falsche Bewegung
- 1975 : L’Appat
- 1975 : Il faut vivre dangereusement
- 1975 : Ansichten eines Clowns
- 1976 : Grüß Gott, ich komm von drüben (telefilm)
- 1977 : Das Verhör des Ernst Niekisch (telefilm)
- 1977 : Victoria
- 1977 : Der Mädchenkrieg
- 1977 : Winterspelt 1944
- 1977 : Grete Minde
- 1978 : Messer im Kopf
- 1979 : Theodor Chindler (miniserie TV)
- 1980 : Meister Timpe (telefilm)
- 1980 : Nasvidenje v naslednji vojni
- 1980 : Looping
- 1981 : Der Zauberberg
- 1981 : Collin (telefilm)
- 1982 : Qualverwandtschaften (telefilm)
- 1983 : Satan ist auf Gottes Seite (telefilm)
- 1984 : Lenin in Zürich (telefilm)
- 1985 : Via Mala (miniserie TV)
- 1985 : Redl ezredes
- 1985 : Die letzte Rolle (telefilm)
- 1986 : Kennwort Möwe (telefilm)
- 1986 : Aus familiären Gründen (telefilm)
- 1986 : Bitte laßt die Blumen leben
- 1987 : Der Schrei der Eule (telefilm)
- 1988 : Das Milliardenspiel (miniserie TV)
- 1988 : Cinema (miniserie TV)
- 1990 : Magyar rekviem
- 1990 : Der achte Tag
- 1990 : Wer zu spät kommt – Das Politbüro erlebt die deutsche Revolution (telefilm)
- 1990 : Mit den Clowns kamen die Tränen (miniserie TV)
- 1991 : La Paloma fliegt nicht mehr (telefilm)
- 1992 : Begräbnis einer Gräfin (telefilm)
- 1992 : Mademoiselle Fifi ou Histoire de rire (telefilm)
- 1992 : Die Ringe des Saturn (telefilm)
- 1992 : Das große Fest (telefilm)

## Radio
- 1961 : Wolfgang Weyrauch: Totentanz, dirección de Martin Walser (Bayerischer Rundfunk/Norddeutscher Rundfunk)

## Premios
- 1966 : Premio al mejor actor por Woyzeck en el Festival Internacional de televisión de Praga
- 1975 : Premio Filmband in Gold por Falsche Bewegung
- 1976 : Filmband in Gold por su trayectoria cinematográfica
- 1979 : Premio Bambi
- 1981 : Verleihung der Goldenen Kamera por Collin
- 1991 : Premio Grimme por Wer zu spät kommt – Das Politbüro erlebt die deutsche Revolution (junto a Martin Wiebel, Cordt Schnibben, Claudia Rohe, Jürgen Flimm y Dirk Dautzenberg)
- 1991 : Miembro de la Academia de Bellas Artes de Baviera
- 1992 : Premio especial de la televisión de Baviera